# Poundbury
Poundbury è una nuova città sperimentale situata nella contea di Dorset in Inghilterra.
Il villaggio è costruito sopra terreni di proprietà del Duca di Cornovaglia, l'esperimento nasce da un'idea del Re Carlo III del Regno Unito.

## Progetto
L'intero piano urbanistico fu sviluppato da Léon Krier negli anni ottanta e iniziato a costruire nell'ottobre 1993.
Il piano Krier determina la creazione di un villaggio tradizionale a densità urbana medio-alta, caratterizzato dalla miscellanea di tipologie di edifici quali negozi, uffici e abitazioni in modo da non ricorrere alla teoria della zonizzazione. Seguendo i principi del New Urbanism, Poundbury è progettato per ridurre la dipendenza dalla macchina, incoraggiando il trasporto pubblico, l'utilizzo della bicicletta e il traffico pedonale.
Nonostante le premesse uno studio del 2004 ha mostrato che il ricorso alle automobili da parte degli abitanti di Poundbury è superiore alla media della regione.
Krier fu criticato per aver utilizzato un mix di stili continentali e materiali non locali.